# Halacarus bisulcus
Halacarus bisulcus är en kvalsterart som beskrevs av Viets 1927. Halacarus bisulcus ingår i släktet Halacarus och familjen Halacaridae. Arten är reproducerande i Sverige. Inga underarter finns listade i Catalogue of Life.